# Râul Sălăuța
Râul Sălăuța este un curs de apă, afluent al râului Someșul Mare. 